# Резолюция 59 на Съвета за сигурност на ООН
Резолюция 59 на Съвета за сигурност на ООН е приета на 19 октомври 1948 г. по повод Палестинския въпрос. Изразявайки безпокойството си, че временното правителство на Израел все още не е представило пред Съвета за сигурност доклад, касаещ прогреса в разследването на убийството на посредника на ООН за Палестина – граф Фолке Бернадот, и наблюдателя на ООН – полковник Андре Серо, Съветът за сигурност изисква от временното правителство на Израел в най-кратки срокове да представи споменатия доклад пред Съвета за сигурност, в който доклад да бъдат посочени и всички мерки, предприети срещу проявилите служебна небрежност длъжностни лица и останалите фактори, довели до това престъпление.
Съветът за сигурност напомня на всички страни и правителства задълженията им съгласно резолюции 54 и 56. Резолюция 59 задължава всички правителства и власти:
- да осигурят на наблюдателите и служителите на ООН безпрепятствен достъп до местата, които трябва да посетят във връзка с изпълнението на поставените им задължения, като в това число влизат летищата, пристанищата, демаркационните линии, стратегическите точки и области;
- да съдействат за свободното придвижване на персонала и превозните средства на ООН, като опростят действащите процедури за самолетите на ООН и като осигурят свободен достъп за самолетите на организацията и другите превозни средства;
- да оказват пълно съдействие на наблюдателите на ООН във връзка с провежданите от тях разследвания на инцидентите, свързани с твърденията за нарушаване на временното примирие в Палестина, като това включва предоставяне на свидетели, доказателства и други изискани данни;
- да изпълнят незабавно всички постигнати с помощта на Посредника на ООН и неговите служители споразумения чрез даване на съответни и неотложни разпореждания до командирите на войскови части по места;
- да предприемат всички възможни мерки за осигуряването на безопасността и свободното придвижване на наблюдателния персонал на ООН и представителите на посредника на ООН за Палестина, на техните самолети и сухопътни транспортни средства на териториите, намиращи се под контрола на споменатите правителства и власти;
- да положат всички усилия за залавянето и наказването на лица от пределите на своята юрисдикция, които са виновни за нападения или всякакви други актове на насилие срещу наблюдаващия персонал на ООН или представителите на посредника за Палестина.

Текстът на Резолюция 59 е гласуван и приет на части, поради което в цялостния си вид резолюцията не е подложена на гласуване.